# Ölstabrändan
Ölstabrändan är ett naturreservat i Sala kommun i Västmanlands län. Området är 287 hektar stort och naturskyddat sedan 1995. Reservatet består av barrskog och blandskog med inslag av asp och björk. 1888 drog en skogsbrand fram över området.